# Пакистан на летних Олимпийских играх 1984
Пакистан принимал участие в Летних Олимпийских играх 1984 года в Лос-Анджелесе (США) в девятый раз за свою историю, и завоевал одну золотую медаль.

## Золото
- Хоккей на траве, мужчины.